# Kuchipudi

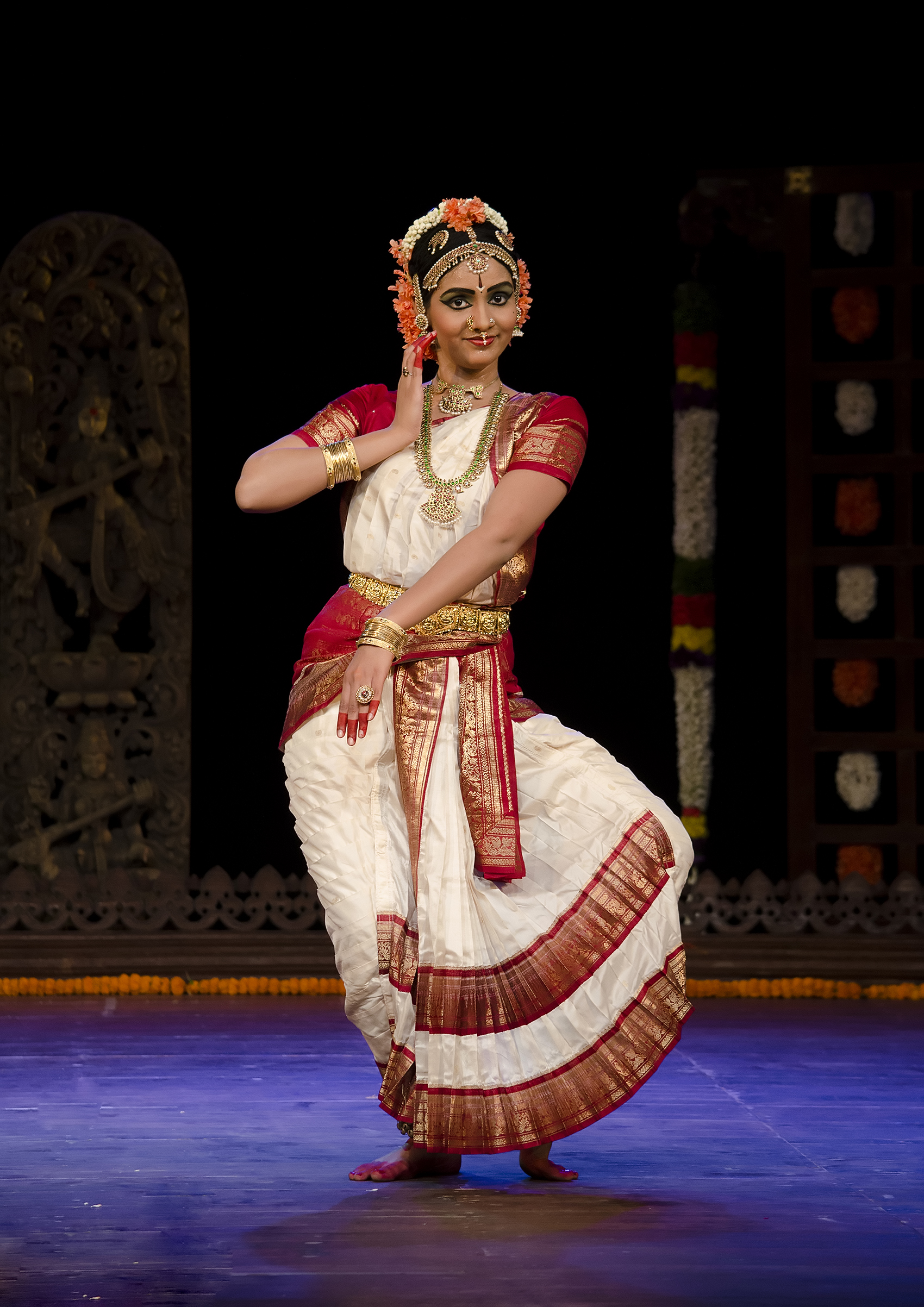
Vũ công Kuchipudi trong "Tribhanga" bangima

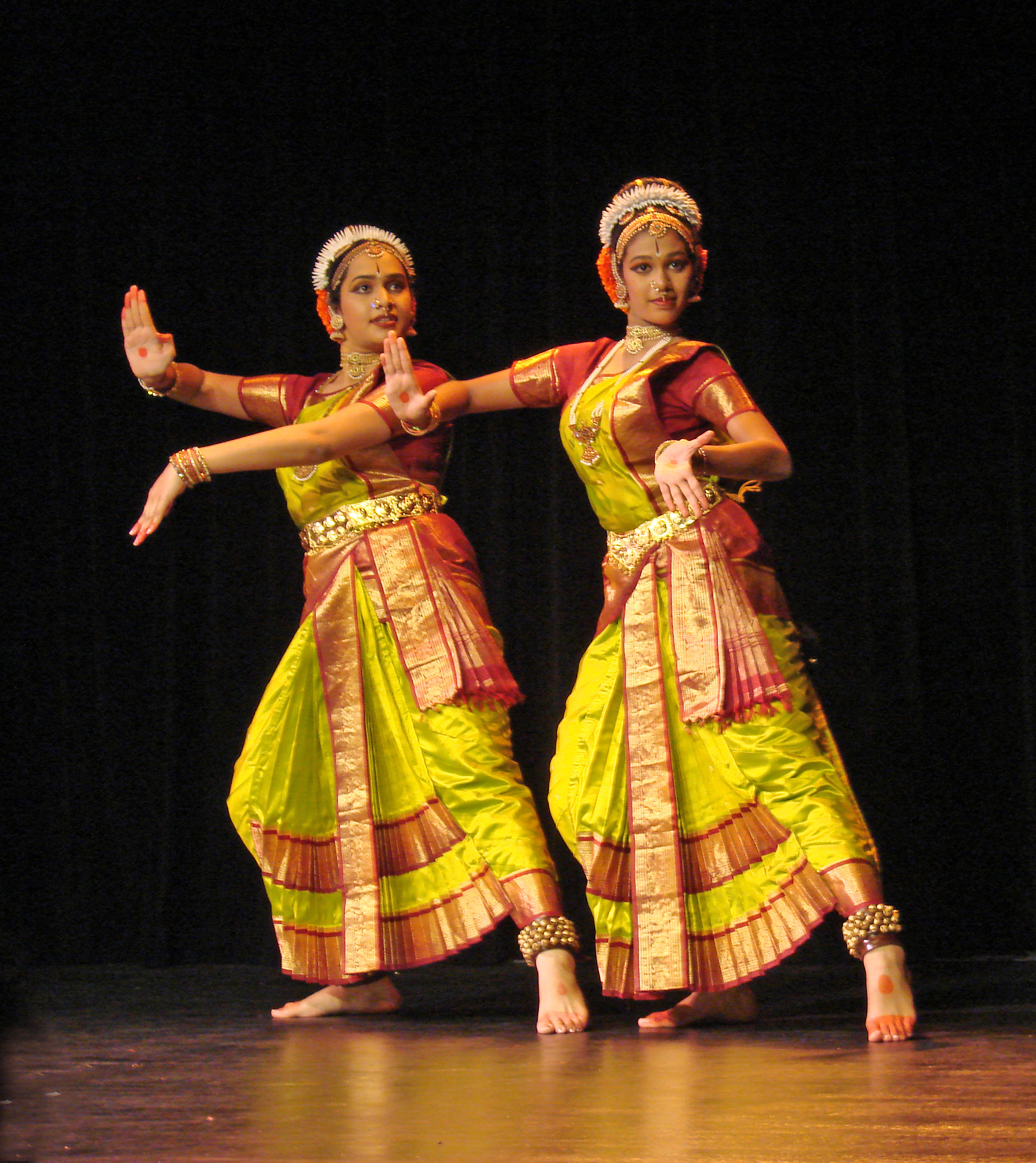
Vũ công Kuchipudi diễn

Kuchipudi là một điệu nhảy Ấn Độ cổ điển từ bang Andhra Pradesh, Ấn Độ. Nó cũng là phổ biến khắp miền Nam Ấn Độ. Kuchipudi là tên của một ngôi làng ở Divi Taluka của huyện Krishna giáp ranh với vịnh Bengal. Theo truyền thuyết, một đứa trẻ mồ côi tên là Siddhendra Yogi được coi là người sáng lập của truyền thống múa-kịch Kuchipudi.
Việc biểu diễn thường bắt đầu với một số nghi thức sân khấu, sau đó mỗi nhân vật nói trên sân khấu và giới thiệu mình với một dharavu (một thành phần nhỏ của cả hai bài hát và điệu nhảy) để giới thiệu bản sắc, thiết lập tâm trạng, của các nhân vật trong bộ phim truyền hình. Bộ phim sau đó bắt đầu. Các điệu nhảy được đi kèm với bài hát đó là các bản nhạc Carnatic. Các ca sĩ được đi kèm bởi mridangam (một nhạc cụ gõ Nam cổ điển Ấn Độ), violin, sáo và tambura (một dụng cụ bay không người lái bằng dây được gảy). Đồ trang trí các nghệ sĩ mang thường được làm bằng một loại gỗ nhẹ gọi là Boorugu. Nó có nguồn gốc từ thế kỷ bảy.